# R.TV (Karlsruhe)

Senderlogo bis 2008, mit größerem Abstand zwischen Logo und Schriftzug sowie anderen Farben

R.TV war der Name eines regionalen Fernsehsenders in Karlsruhe mit dem Sendegebiet des Regionalverbands Mittlerer Oberrhein. Es umfasste die Stadt- und Landkreise Karlsruhe und Baden-Baden sowie die Landkreise Rastatt, Pforzheim und den Enzkreis. Betreiber war die Regional-TV Karlsruhe AG, die zu 95 % dem Kübler Verlag gehört. Vorstand war Robert Augenstein, technischer Leiter Andreas Kazdepka, Produktionsleiter Thomas Baer. Nach Angaben des Betreibers erreichte der Sender im Kabelverbreitungsgebiet analog und digital etwa 319.000 Zuschauer. Nach einer Studie von TNS Infratest aus dem Jahre 2007 hatte der Sender eine tägliche Zuschauerfrequentierung von etwa 60.000 Personen.

## Programm
Schwerpunkt des ausgestrahlten Programmes waren Nachrichten und andere Berichte aus der Region Karlsruhe.
Das Regionalprogramm (R.TV Regionalmagazin) wurde in Schleifen von 18:00 bis 24:00 Uhr gesendet und von 6:00 bis 9:00 als auch von 12:00 bis 15:00 Uhr wiederholt. Zwischen 00:00 und 6:00 Uhr wurde R.TV Highlife mit Impressionen aus Leben und Lifestyle der Region gesendet und zwischen 15:00 und 18:00 Uhr wiederholt. R.TV am Vormittag präsentierte Handel und Gewerbe in Baden zwischen 9:00 und 12:00 Uhr.

## Das R.TV-Regionalmagazin
Das R.TV Regionalmagazin begann von Montag bis Samstag mit aktuellen Nachrichten aus der Region, sonntags lief der Wochenrückblick.
Nach einer Werbeunterbrechung folgte von dienstags bis sonntags (montags lief das R.TV Sportmagazin) der R.TV Sport, gefolgt vom Wetter und gegebenenfalls dem Handelsfenster mit Informationen aus der regionalen Wirtschaft. Anschließend lief jeweils eine der folgenden Sendungen:
- R.TV Sport Magazin (immer montags)
- Kurstadt Journal (immer mittwochs)
- Kino News TV (immer donnerstags)
- Pforzheim Journal (immer donnerstags)
- R.TV Sporttalk (jeden zweiten Freitag im Wechsel mit dem Durlach Journal)
- Durlach Journal (jeden zweiten Freitag im Wechsel mit R.TV Sporttalk)
- fun&drive, Automagazin (jeden zweiten Samstag im Wechsel mit Goldstadtmagazin)
- Goldstadtmagazin, Berichte aus Pforzheim (jeden zweiten Samstag im Wechsel mit fun&drive)
- Extra-Hertz – Das Studentenmagazin (immer samstags)
- Karlsruher Monatsspiegel, Archivmaterial der 1950er und 1960er Jahre (jeden zweiten Sonntag im Wechsel mit Talk im Café)
- Talk im Café, Talkrunde mit Themen aus der Technologieregion KA (jeden zweiten Sonntag im Wechsel mit dem Monatsspiegel)

Weitere Sendungen (dienstags im Wechsel):
- Blickpunkt Wirtschaft (Das Magazin der IHK Karlsruhe)
- Klinikum aktuell (Das Magazin des Städtischen Klinikums Karlsruhe)
- KMK Magazin (Das Magazin der Karlsruher Messe- und Kongress GmbH)
- Report Handwerk (Das Magazin der Handwerkskammer Karlsruhe)

Sendungen zu aktuellen Anlässen:
- Ettlinger Tor aktuell (Das Magazin des Einkaufcenters Ettlinger Tor, Karlsruhe)
- Polizei Report

Am Ende des R.TV Regionalmagazins lief Werbung mit Veranstaltungshinweisen und Werbung regionaler Unternehmen.

## SOS – Schüler On Screen
Seit September 2009 arbeitete R.TV mit vier Karlsruher Schulen an diesem medienpädagogischen Pilotprojekt. Mit der Friedrich-Realschule, der Südendschule, dem Fichte-Gymnasium und dem Markgrafen-Gymnasium entstanden dabei vier Sendungen des Schülermagazins SOS – Schüler On Screen, das an den vier Adventssonntagen 2009 bei R.TV ausgestrahlt wurde. Die Schüler bestimmten dabei selbst die Inhalte der Sendung, realisierten die Produktion und wurden von R.TV medienpädagogisch betreut. Dieses Projekt sollte auch im Jahr 2010 mit weiteren Schulen aus der Region Mittlerer Oberrhein fortgeführt werden. Projektleiter waren Frank Billet (Medienpädagoge) und Tobias Rieger (Produktionsleiter der Fernsehen aus Karlsruhe GmbH).

## Geschichte und Entwicklung
Nach dem ersten Versuch von B.TV Baden (später dann B.TV4U), Lokalfernsehen in Karlsruhe zu etablieren – der nach sechs Jahren mit der Insolvenz endete – ging R.TV am 1. September 2003 aus den Räumen im IHK-Haus der Wirtschaft, in der Erbprinzenstraße, auf Sendung. Seit dem 2. Februar 2004 wurde R.TV neben dem analogen Kabelnetz auch in das digitale Kabelnetz eingespeist. Dadurch wurde R.TV für 60.000 weitere Haushalte empfangbar. Im Oktober 2005 genehmigte die Landesanstalt für Kommunikation Baden-Württemberg (LfK) die Übernahme durch die KueblerTelevision AG. Am 15. Oktober 2007 erhielt die Regional TV Karlsruhe AG die Lizenzen für R.TV Pforzheim und R.TV Baden-Baden im digitalen Kabelnetz. Auf Sendung gingen beide Sender allerdings erst knapp zweieinhalb Jahre später. Im April 2008 zog R.TV von seinem Innenstadtstandort nach KA-Neureut Sandfeld in das Gebäude, in dem früher TV Baden und der Radiosender die Welle ihren Sitz hatten. Seit dem 7. April 2008 sendete der Sender aus den neuen Räumen.
Im Jahr 2008 wurde auch das Senderlogo leicht verändert, gefolgt von einer Komplettänderung der Corporate Identity im Oktober 2009. Außerdem gab es einige Programmänderungen im Jahr 2009. So erschienen neue Formate, wie Menschen aus unserer Region, dann das Kurstadt Journal, das Automagazin fun&drive, das Durlach Journal, das Biowetter und seit Anfang Dezember 2009 wieder Der Karlsruher Monatsspiegel. Im Februar 2010 gingen die bereits 2007 genehmigten Regionalsender für Pforzheim und Baden-Baden unter den Namen Regional TV Pforzheim und Regional TV Baden-Baden im digitalen Kabelnetz auf Sendung. Beide Sender wurden wie R.TV von der Fernsehen aus Karlsruhe GmbH betrieben. Im Juni 2010 gingen die beiden neuen Formate Pforzheim Journal und die Talksendung Talk im Café auf Sendung.
Im Oktober 2010 verlängerte die LfK die Sendelizenz nicht, so dass die Fernsehausstrahlung seit dem 30. April 2011 nur im digitalen Kabelnetz erfolgte. Die beiden Ableger Regional TV Pforzheim und Regional TV Baden-Baden wurden ebenso wie die Ausstrahlung über Satellit in einem Programmfenster des Rhein-Neckar Fernsehens eingestellt. Zum 31. Juli 2011 gab R.TV seine Sendelizenz zurück und stellte den Sendebetrieb ein.

## Auszeichnungen
R.TV Karlsruhe wurde seit seinem Bestehen mit folgenden Preisen ausgezeichnet:
- LFK-Medienpreis 2006: In der Kategorie Unterhaltung für Mord im Murgtal
- Publikumspreis der LFK 2006 ebenfalls für Mord im Murgtal
- LFK-Medienpreis 2007: In der Kategorie Hintergrundberichterstattung für Von Bruchsal nach Prizren – mit der Bundeswehr im Kosovo
- LFK-Medienpreis 2008: In der Kategorie Videojournalist für Mordfall Carl Hau
- LFK-Medienpreis 2008: In der Kategorie Information für KSC nach 9 Jahren zurück in die Bundesliga
- Deutscher Regionalfernsehpreis, Regiostar 2009 für Unaufhaltsam
- LFK-Medienpreis 2009: In der Kategorie Werbung und Promotion für www.downhiller.de – Website Teaser
- LFK-Medienpreis 2009: In der Kategorie Hochschulen/Ausbildungseinrichtungen für Unaufhaltsam
- Baden-Baden Award 2009 für Unaufhaltsam
- Deutscher Regionalfernsehpreis „Regiostar“ 2011: In der Kategorie Bestes Nachrichtenjournal für R.TV Regionalmagazin

## Verbreitung
Das Programm konnte im Raum Karlsruhe im Kabelnetz von Kabel BW analog (bis 30. April 2011) und digital empfangen werden.